# Kolanjski Gajac
Kolanjski Gajac falu Horvátországban Zára megyében. Közigazgatásilag Kolanhoz tartozik.

## Fekvése
Pagtól légvonalban 14 km-re, közúton 22 km-re északnyugatra, községközpontjától légvonalban 5 km-re, közúton 6 km-re északnyugatra a sziget középső részén a nyugati parton egy szép öbölben fekszik. Az öbölből kilátás nyílik a szomszédos Škrda-szigetre. A legközelebbi nagyobb település Novalja 5 km-re van.

## Története
Turistatelep, amely Kolan és Novalja lakatlan részén fejlődött ki. Az 1980-as években, tervek alapján teljes infrastruktúrával épült fel az apartmanházak alkotta utcákból. Gajac 1991-óta számít önálló településnek. 2001-ben területét felosztották a Lika-Zengg megyéhez tartozó Novalja község és Kolan községek között. 2011-ben 17 állandó lakosa volt, de a nyári hónapokban lakossága több ezerre nő. Nagyon népszerű a sziget keleti oldalán a közeli Zrće-öbölben fekvő strand is.

## Lakosság
| Lakosság változása | Lakosság változása | Lakosság változása | Lakosság változása | Lakosság változása | Lakosság változása | Lakosság változása | Lakosság változása | Lakosság változása | Lakosság változása | Lakosság változása | Lakosság változása | Lakosság változása | Lakosság változása | Lakosság változása | Lakosság változása |
| ------------------ | ------------------ | ------------------ | ------------------ | ------------------ | ------------------ | ------------------ | ------------------ | ------------------ | ------------------ | ------------------ | ------------------ | ------------------ | ------------------ | ------------------ | ------------------ |
| 1857               | 1869               | 1880               | 1890               | 1900               | 1910               | 1921               | 1931               | 1948               | 1953               | 1961               | 1971               | 1981               | 1991               | 2001               | 2011               |
| 0                  | 0                  | 0                  | 0                  | 0                  | 0                  | 0                  | 0                  | 0                  | 0                  | 0                  | 0                  | 0                  | 0                  | 16                 | 17                 |